# Liste des monuments historiques de la Haute-Saône (Lure - Héricourt)
Cet article recense les monuments historiques de la Haute-Saône, en France, pour la partie sud-est du département.

## Communes
La liste suivante liste les communes de cette liste de monuments historiques, c'est-à-dire au sud-est du département.

## Liste
| Monument | Commune                       | Adresse                                | Coordonnées                      | Notice         | Protection        | Date            | Illustration |
| --- | ----------------------------- | -------------------------------------- | -------------------------------- | -------------- | ----------------- | --------------- | --- |
| Abbaye Notre-Dame de Bithaine Sols depuis la route jusqu'à la rivière ; restes de l'ancien quartier claustral, façades et toitures, et en totalité pour l'aile est ; pigeonnier et fontaine. | Adelans-et-le-Val-de-Bithaine |                                        | 47° 41′ 44″ nord, 6° 21′ 51″ est | « PA00135342 » | Inscrit           | 1995            | Abbaye Notre-Dame de BithaineSols depuis la route jusqu'à la rivière ; restes de l'ancien quartier claustral, façades et toitures, et en totalité pour l'aile est ; pigeonnier et fontaine. |
| Dolmen d'Aillevans | Aillevans                     | Bois de Blusseret                      | 47° 35′ 04″ nord, 6° 24′ 25″ est | « PA00102104 » | Classé            | 1979            | Dolmen d'Aillevans |
| Ferme | Aillevans                     |                                        | 47° 35′ 37″ nord, 6° 24′ 53″ est | « PA00135343 » | Inscrit           | 1995            | Ferme |
| Château d'Amblans | Amblans-et-Velotte            | 1 rue du Château                       | 47° 40′ 49″ nord, 6° 24′ 32″ est | « PA70000113 » | Inscrit           | 7 décembre 2015 | Château d'Amblans |
| Grande fontaine-lavoir de Velotte | Amblans-et-Velotte            |                                        | 47° 40′ 52″ nord, 6° 25′ 21″ est | « PA00102107 » | Inscrit           | 1986            | Grande fontaine-lavoir de Velotte |
| Puits communal d'Amblans | Amblans-et-Velotte            |                                        | 47° 40′ 46″ nord, 6° 24′ 35″ est | « PA00102108 » | Inscrit           | 1986            | Puits communal d'Amblans |
| Puits communal de Velotte | Amblans-et-Velotte            | R.N. 19 C.R. 1                         | 47° 40′ 44″ nord, 6° 24′ 51″ est | « PA00102109 » | Inscrit           | 1986            | Puits communal de Velotte |
| Cabane de charbonnier | Beaumotte-Aubertans           |                                        | 47° 27′ 07″ nord, 6° 09′ 53″ est | « PA00102119 » | Inscrit           | 1987            | Image manquante Téléverser |
| Mairie-lavoir de Belmont | Belmont                       |                                        | 47° 47′ 09″ nord, 6° 30′ 15″ est | « PA70000072 » | Inscrit           | 2005            | Mairie-lavoir de Belmont |
| Château de Boulot | Boulot                        |                                        | 47° 20′ 59″ nord, 5° 57′ 45″ est | « PA00132859 » | Inscrit           | 1994            | Château de Boulot |
| Château de Boult | Boult                         |                                        | 47° 22′ 57″ nord, 6° 00′ 05″ est | « PA70000023 » | Inscrit           | 1998            | Château de Boult |
| Église Saint-Maurice de Boult | Boult                         |                                        | 47° 22′ 50″ nord, 6° 00′ 04″ est | « PA70000095 » | Inscrit           | 2009            | Église Saint-Maurice de Boult |
| Grande fontaine | Boult                         |                                        | 47° 22′ 55″ nord, 6° 00′ 03″ est | « PA70000002 » | Inscrit           | 1996            | Grande fontaine |
| Dolmen de Brevilliers | Brevilliers                   | Les Issières                           | 47° 34′ 40″ nord, 6° 48′ 02″ est | « PA00102125 » | Classé            | 1979            | Dolmen de Brevilliers |
| Château de Buthiers | Buthiers                      |                                        | 47° 20′ 49″ nord, 6° 01′ 58″ est | « PA00102128 » | Inscrit           | 1980            | Château de Buthiers |
| Chapelle Saint-Justin de Chambornay-lès-Bellevaux | Chambornay-lès-Bellevaux      |                                        | 47° 23′ 22″ nord, 6° 06′ 07″ est | « PA70000062 » | Inscrit           | 2003            | Chapelle Saint-Justin de Chambornay-lès-Bellevaux |
| Église paléochrétienne de Chassey-lès-Montbozon | Chassey-lès-Montbozon         | Corvée Saint-Maurice                   | 47° 30′ 52″ nord, 6° 21′ 38″ est | « PA00102133 » | Classé            | 1981            | Église paléochrétienne de Chassey-lès-Montbozon |
| Établissement rural gallo-romain de Chassey-lès-Montbozon | Chassey-lès-Montbozon         |                                        | 47° 30′ 33″ nord, 6° 20′ 01″ est | « PA70000067 » | Inscrit           | 2002            | Établissement rural gallo-romain de Chassey-lès-Montbozon |
| Abbaye Notre-Dame de Bellevaux | Cirey                         |                                        | 47° 24′ 16″ nord, 6° 07′ 13″ est | « PA00102137 » | Inscrit           | 1946            | Abbaye Notre-Dame de Bellevaux |
| Église Saint-Maurice de Cirey-lès-Bellevaux | Cirey                         |                                        | 47° 23′ 43″ nord, 6° 07′ 53″ est | « PA00102138 » | Inscrit           | 1944            | Église Saint-Maurice de Cirey-lès-Bellevaux |
| Ferme-clouterie | Clairegoutte                  |                                        | 47° 39′ 49″ nord, 6° 37′ 15″ est | « PA00102333 » | Inscrit           | 1992            | Ferme-clouterie |
| Temple luthérien de Clairegoutte | Clairegoutte                  |                                        | 47° 39′ 47″ nord, 6° 37′ 16″ est | « PA00102321 » | Inscrit           | 1991            | Temple luthérien de Clairegoutte |
| Château de Colombe-lès-Vesoul | Colombe-lès-Vesoul            |                                        | 47° 36′ 45″ nord, 6° 12′ 33″ est | « PA00102139 » | Inscrit           | 2014            | Château de Colombe-lès-Vesoul |
| Croix de cimetière de Colombe-lès-Vesoul | Colombe-lès-Vesoul            |                                        | 47° 36′ 47″ nord, 6° 12′ 40″ est | « PA00102140 » | Inscrit           | 1927            | Croix de cimetière de Colombe-lès-Vesoul |
| Dolmen de la Pierre-qui-Vire | Colombe-lès-Vesoul            | La Pierre qui Vire                     | 47° 36′ 54″ nord, 6° 14′ 24″ est | « PA00102141 » | Classé            | 1976            | Dolmen de la Pierre-qui-Vire |
| Église Saint-Mathias de Cromary | Cromary                       | Place de la Mairie                     | 47° 21′ 43″ nord, 6° 04′ 34″ est | « PA70000108 » | Inscrit           | 2013            | Église Saint-Mathias de Cromary |
| Mairie-lavoir de Cromary | Cromary                       | Place de la Mairie                     | 47° 21′ 42″ nord, 6° 04′ 37″ est | « PA70000114 » | Inscrit           | 2015            | Mairie-lavoir de Cromary |
| Croix de Saint-Antoine | La Demie                      |                                        | 47° 35′ 28″ nord, 6° 10′ 39″ est | « PA00102148 » | Classé            | 1959            | Croix de Saint-Antoine |
| Grosse Pierre | Échenoz-le-Sec                | La Pistole                             | 47° 31′ 18″ nord, 6° 07′ 21″ est | « PA00102149 » | Classé            | 1979            | Grosse Pierre |
| Fontaine d'Esprels | Esprels                       | Place des Tilleuls                     | 47° 32′ 05″ nord, 6° 22′ 20″ est | « PA00102151 » | Inscrit           | 1967            | Fontaine d'Esprels |
| Château de Fallon | Fallon                        |                                        | 47° 30′ 30″ nord, 6° 29′ 06″ est | « PA00132759 » | Inscrit           | 1994            | Château de Fallon |
| Fontaine-lavoir de Fallon | Fallon                        |                                        | 47° 30′ 27″ nord, 6° 28′ 50″ est | « PA00102153 » | Classé            | 1988            | Fontaine-lavoir de Fallon |
| Château de Filain | Filain                        |                                        | 47° 31′ 14″ nord, 6° 10′ 53″ est | « PA00102162 » | Classé            | 1944            | Château de Filain |
| Château de Fondremand | Fondremand                    |                                        | 47° 28′ 31″ nord, 6° 01′ 33″ est | « PA00102163 » | Classé            | 2015            | Château de Fondremand |
| Église de la Nativité-de-Notre-Dame de Fondremand | Fondremand                    |                                        | 47° 28′ 31″ nord, 6° 01′ 35″ est | « PA00102164 » | Inscrit           | 1927            | Église de la Nativité-de-Notre-Dame de Fondremand |
| Huilerie de Fondremand | Fondremand                    | Le Moulin                              | 47° 28′ 33″ nord, 6° 01′ 24″ est | « PA70000016 » | Inscrit           | 1997            | Huilerie de Fondremand |
| Presbytère de Fondremand | Fondremand                    |                                        | 47° 28′ 31″ nord, 6° 01′ 35″ est | « PA70000084 » | Inscrit           | 2008            | Presbytère de Fondremand |
| Fontaine-lavoir de Fontenois-lès-Montbozon | Fontenois-lès-Montbozon       |                                        | 47° 29′ 05″ nord, 6° 14′ 07″ est | « PA00102165 » | Inscrit           | 1979            | Fontaine-lavoir de Fontenois-lès-Montbozon |
| Croix de mission de Fresse | Fresse                        |                                        | 47° 45′ 30″ nord, 6° 39′ 18″ est | « PA00102300 » | Classé            | 1992            | Croix de mission de Fresse |
| Croix Saint-Pierre | Granges-le-Bourg              |                                        | 47° 33′ 56″ nord, 6° 34′ 32″ est | « PA00102175 » | Classé            | 1979            | Croix Saint-Pierre |
| Maison du bailli | Granges-le-Bourg              | 4 Grande-Rue                           | 47° 33′ 53″ nord, 6° 35′ 04″ est | « PA70000077 » | Inscrit           | 2006            | Maison du bailli |
| Maison Gaudy | Granges-le-Bourg              | 8 rue du Pavé                          | 47° 33′ 48″ nord, 6° 35′ 08″ est | « PA70000050 » | Inscrit           | 2001            | Maison Gaudy |
| Maison Racle sur le Treige Cheminée sculptée au premier étage | Granges-le-Bourg              |                                        | 47° 33′ 56″ nord, 6° 35′ 05″ est | « PA00102176 » | Inscrit           | 1971            | Maison Racle sur le TreigeCheminée sculptée au premier étage |
| Mines d'argent de Haut-du-Them-Château-Lambert | Haut-du-Them-Château-Lambert  |                                        | 47° 51′ 26″ nord, 6° 45′ 41″ est | « PA00102308 » | Inscrit           | 1990            | Image manquante Téléverser |
| Château d'Héricourt | Héricourt                     |                                        | 47° 34′ 37″ nord, 6° 45′ 28″ est | « PA00102193 » | Classé            | 1913            | Château d'Héricourt |
| Église Saint-Christophe de Héricourt | Héricourt                     |                                        | 47° 34′ 35″ nord, 6° 45′ 30″ est | « PA00135345 » | Inscrit           | 1995            | Église Saint-Christophe de Héricourt |
| Fontaine-lavoir du Savourot | Héricourt                     |                                        | 47° 34′ 30″ nord, 6° 45′ 20″ est | « PA00102194 » | Inscrit           | 1979            | Fontaine-lavoir du Savourot |
| Fontaine-lavoir de Lomont | Lomont                        |                                        | 47° 37′ 18″ nord, 6° 36′ 54″ est | « PA00102198 » | Inscrit           | 1980            | Fontaine-lavoir de Lomont |
| Abbaye de Lure | Lure                          | Square Charles-de-Gaulle 14 rue Kleber | 47° 41′ 13″ nord, 6° 29′ 28″ est | « PA00102199 » | Inscrit           | 1968            | Abbaye de Lure |
| Hospice Marie-Richard | Lure                          | 37 rue Carnot                          | 47° 40′ 54″ nord, 6° 29′ 58″ est | « PA00102200 » | Inscrit           | 1986            | Hospice Marie-Richard |
| Monument aux morts de Lure | Lure                          | square du Général-de-Gaulle            | 47° 41′ 11″ nord, 6° 29′ 32″ est | « PA70000127 » | Inscrit           | 2024            | Image manquante Téléverser |
| Église Saint-Georges de Maizières | Maizières                     |                                        | 47° 29′ 40″ nord, 6° 00′ 38″ est | « PA00102217 » | Inscrit           | 1971            | Église Saint-Georges de Maizières |
| Église Sainte-Marie-Madeleine de Marast | Marast                        |                                        | 47° 33′ 25″ nord, 6° 23′ 00″ est | « PA00102219 » | Classé            | 1977            | Église Sainte-Marie-Madeleine de Marast |
| Prieuré de Marast | Marast                        |                                        | 47° 33′ 24″ nord, 6° 23′ 01″ est | « PA00102322 » | Inscrit           | 2010            | Prieuré de Marast |
| Église Saints-Pierre-et-Paul de Mélisey Les parties romanes suivantes : travée de chœur, clocher, chevet. | Mélisey                       |                                        | 47° 45′ 10″ nord, 6° 35′ 01″ est | « PA00102222 » | Classé            | 1986            | Église Saints-Pierre-et-Paul de MéliseyLes parties romanes suivantes : travée de chœur, clocher, chevet. |
| Ferme | Moimay                        |                                        | 47° 33′ 13″ nord, 6° 24′ 33″ est | « PA00102225 » | Inscrit           | 1986            | Ferme |
| Grande fontaine de Mollans | Mollans                       |                                        | 47° 38′ 57″ nord, 6° 22′ 12″ est | « PA70000088 » | Inscrit           | 2008            | Grande fontaine de Mollans |
| Lavoir Buriot | Mollans                       |                                        | 47° 39′ 00″ nord, 6° 22′ 02″ est | « PA70000086 » | Inscrit           | 2008            | Lavoir Buriot |
| Lavoir du centre de Mollans | Mollans                       |                                        | 47° 38′ 56″ nord, 6° 22′ 16″ est | « PA70000087 » | Inscrit           | 2008            | Lavoir du centre de Mollans |
| Église de la Nativité-de-Notre-Dame de Montbozon | Montbozon                     |                                        | 47° 27′ 59″ nord, 6° 15′ 39″ est | « PA70000064 » | Inscrit           | 2003            | Église de la Nativité-de-Notre-Dame de Montbozon |
| Fontaine du Cygne | Montbozon                     |                                        | 47° 27′ 55″ nord, 6° 15′ 41″ est | « PA00102227 » | Classé            | 1977            | Fontaine du Cygne |
| Maison Bouday | Montbozon                     |                                        | 47° 28′ 04″ nord, 6° 15′ 28″ est | « PA70000008 » | Classé            | 1996            | Maison Bouday |
| Château de Montjustin | Montjustin-et-Velotte         |                                        | 47° 36′ 49″ nord, 6° 22′ 35″ est | « PA00102329 » | Inscrit           | 1992            | Château de Montjustin |
| Croix de cimetière de Montjustin-et-Velotte | Montjustin-et-Velotte         |                                        | 47° 36′ 47″ nord, 6° 22′ 33″ est | « PA00102233 » | Classé            | 1934            | Croix de cimetière de Montjustin-et-Velotte |
| Mairie, justice de paix et école | Noroy-le-Bourg                |                                        | 47° 36′ 51″ nord, 6° 18′ 17″ est | « PA70000074 » | Inscrit           | 2005            | Mairie, justice de paix et école |
| Château d'Oricourt | Oricourt                      |                                        | 47° 35′ 46″ nord, 6° 23′ 31″ est | « PA00102236 » | Classé            | 1984            | Château d'Oricourt |
| Fontaine-lavoir et cimetière | Pennesières                   |                                        | 47° 29′ 12″ nord, 6° 05′ 47″ est | « PA70000070 » | Inscrit           | 2004            | Fontaine-lavoir et cimetière |
| Carrière de Plancher-les-Mines | Plancher-les-Mines            | Marbranche                             | 47° 45′ 21″ nord, 6° 45′ 25″ est | « PA00132760 » | Inscrit           | 1994            | Image manquante Téléverser |
| Château de Pont-sur-l'Ognon | Pont-sur-l'Ognon              |                                        | 47° 31′ 16″ nord, 6° 23′ 18″ est | « PA00102253 » | Inscrit           | 1987            | Château de Pont-sur-l'Ognon |
| Château de Quers | Quers                         |                                        | 47° 44′ 07″ nord, 6° 25′ 29″ est | « PA00102257 » | Inscrit           | 1976            | Château de Quers |
| Chapelle Notre-Dame-du-Haut de Ronchamp | Ronchamp                      |                                        | 47° 42′ 16″ nord, 6° 37′ 14″ est | « PA00102263 » | Classé            | 1965            | Chapelle Notre-Dame-du-Haut de Ronchamp |
| Chevalement du puits Sainte-Marie | Ronchamp                      |                                        | 47° 42′ 11″ nord, 6° 37′ 48″ est | « PA70000053 » | Inscrit           | 2001            | Chevalement du puits Sainte-Marie |
| École en bois de Ronchamp | Ronchamp                      |                                        | 47° 41′ 51″ nord, 6° 38′ 19″ est | « PA70000044 » | Classé            | 2008            | École en bois de Ronchamp |
| Hôtel de ville de Servance et groupe scolaire | Servance                      | 6 rue Eugène-Guingot                   | 47° 48′ 55″ nord, 6° 41′ 01″ est | « PA70000076 » | Inscrit           | 2005            | Hôtel de ville de Servance et groupe scolaire |
| Château de Sorans-lès-Breurey | Sorans-lès-Breurey            |                                        | 47° 23′ 53″ nord, 6° 02′ 38″ est | « PA00102330 » | Inscrit           | 1992            | Château de Sorans-lès-Breurey |
| Maison forte de Sorans-lès-Breurey | Sorans-lès-Breurey            |                                        | 47° 23′ 54″ nord, 6° 02′ 53″ est | « PA00102275 » | Inscrit           | 1977            | Maison forte de Sorans-lès-Breurey |
| Maison forte de Sorans-lès-Breurey Moulin | Sorans-lès-Breurey            |                                        | 47° 23′ 52″ nord, 6° 02′ 50″ est | « PA00102315 » | Inscrit           | 1990            | Maison forte de Sorans-lès-BreureyMoulin |
| Château de Vallerois-le-Bois | Vallerois-le-Bois             |                                        | 47° 32′ 56″ nord, 6° 17′ 12″ est | « PA00102281 » | Classé            | 1964            | Château de Vallerois-le-Bois |
| Château de Vellefaux | Vellefaux                     |                                        | 47° 33′ 09″ nord, 6° 08′ 19″ est | « PA00102285 » | Inscrit           | 1989            | Château de Vellefaux |
| Château de Villersexel Les façades et toitures des autres bâtiments (bâtiment d'entrée dit la Régie, logement du portier, tour et remises voisines, ancienne laiterie, serre, orangerie et ancien manège) : inscrit ; Le logis en totalité, et les écuries en totalité : classé ; Le parc du château et les ruines de l'ancien château : inscrit | Villersexel                   |                                        | 47° 33′ 08″ nord, 6° 25′ 48″ est | « PA00102296 » | Classé et inscrit | 2001            | Château de VillersexelLes façades et toitures des autres bâtiments (bâtiment d'entrée dit la Régie, logement du portier, tour et remises voisines, ancienne laiterie, serre, orangerie et ancien manège) : inscrit ; Le logis en totalité, et les écuries en totalité : classé ; Le parc du château et les ruines de l'ancien château : inscrit |
| Hôpital de Grammont Corps de bâtiment principal, en totalité | Villersexel                   |                                        | 47° 33′ 11″ nord, 6° 26′ 12″ est | « PA70000032 » | Inscrit           | 1998            | Hôpital de GrammontCorps de bâtiment principal, en totalité |
| Maison (153 rue François-de-Grammont) | Villersexel                   |                                        | 47° 33′ 04″ nord, 6° 26′ 02″ est | « PA70000103 » | Inscrit           | 2011            | Maison (153 rue François-de-Grammont) |
| Presbytère de Villersexel Façades et toitures du corps de logis ; jardin jusqu'au mur de soutènement compris | Villersexel                   |                                        | 47° 33′ 03″ nord, 6° 25′ 58″ est | « PA70000012 » | Inscrit           | 1996            | Presbytère de VillersexelFaçades et toitures du corps de logis ; jardin jusqu'au mur de soutènement compris |
| Chapelle Saint-Igny de Villers-le-Sec | Villers-le-Sec                |                                        | 47° 35′ 02″ nord, 6° 15′ 20″ est | « PA00102295 » | Inscrit           | 1979            | Chapelle Saint-Igny de Villers-le-Sec |
| Château de Buthiers Parc | Voray-sur-l'Ognon             |                                        | 47° 20′ 45″ nord, 6° 01′ 44″ est | « PA00125419 » |                   |                 | Château de ButhiersParc |
| Église de l'Assomption de Voray-sur-l'Ognon | Voray-sur-l'Ognon             |                                        | 47° 20′ 21″ nord, 6° 01′ 08″ est | « PA00102297 » | Classé            | 1945            | Église de l'Assomption de Voray-sur-l'Ognon |
| Croix Saint-Nicolas | Vouhenans                     |                                        | 47° 39′ 01″ nord, 6° 28′ 49″ est | « PA00102298 » | Classé            | 1979            | Croix Saint-Nicolas |
| Ferme de Laine | Vy-lès-Filain                 |                                        | 47° 29′ 55″ nord, 6° 11′ 38″ est | « PA00102332 » | Inscrit           | 1992            | Ferme de Laine |